# Liposcelis nasus
Liposcelis nasus är en insektsart som beskrevs av Sommerman 1957. Liposcelis nasus ingår i släktet Liposcelis och familjen boklöss. Inga underarter finns listade i Catalogue of Life.